# Hans-Peter Friedländer
Hans-Peter Friedländer (Berlin, Németország, 1920. november 6. – 1999. július) svájci labdarúgócsatár.